# Акинак
Акинакът (на старогръцки: ἀκινάκης) е къс меч или кинжал с право двойно острие без улей с дължина 35 – 45 cm и ефес в сърцевидна форма, гъбовидна глава и полумесец (антени) в задния край на дръжката. С тегло от около два килограма той е служил предимно за промушване.
Изработвани обикновено от желязо, рядко от бронз, мечовете акинак са особено популярни в Източното Средиземноморие в периода VI-III век пр. Хр. Акинаците са характерни за територията на Северна Тракия до IV век пр. Хр., когато са почти напълно заменени от Махайрата и Ксифоса . Името е персийско и се среща у много елински автори. Те внасят това оръжие от ковачниците на мадаи, перси, скити, масагети и други приемани от тях за варварски народи. Върху релефите от Пелопонес се срещат изображения на персийски воини с акинак, носени окачени отдясно на колана; долният край на ножницата е превързан с отделен ремък за бедрото. Златният акинак в Персия е традиционен царски подарък.
Многобройни археологически находки и изображения доказват масовата употреба на мечове акинак у скитите. Според Херодот, скитите почитат железен акинак, поставен на върха на дървена платформа, като олицетворение на Арес, и му принасят човешки жертви.
В древна Тракия разпространението на късите мечове акинак се отнася към бронзовата и към ранножелязната епоха. Железният кинжал със златна обковка на ножницата от Белоградец (дублиран и от изображението върху надгробната стела от същото погребение), е типичен пример от VII век пр. Хр. Същинският акинак прониква в Тракия след VI век пр. Хр. вероятно под скитско влияние и получава разпространение главно в Севернотракийските земи (дн. Румъния и Северна България).